# Plica
Plica — рід тропідурових ящірок, поширених у Південній Америці та Карибському басейні. Види роду Plica є деревними ящірками середнього розміру.

## Таксономія
Довгий час вважалося, що рід Plica включає чотири види: два відносно широко поширені (P. plica, P. umbra) і два асоційованих з тепуїсом види з вузьким поширенням (P. lumaria, P. pansticta). Однак нещодавні дослідження показали, що P. plica є загадковим видовим комплексом, і в 2013 році було описано чотири нові види. Кількість видів, ймовірно, зросте, оскільки ще є кілька неописаних видів.

## Види
- Plica lumaria Donnelly & C. Myers, 1991
- Plica pansticta (C. Myers & Donnelly, 2001)
- Plica plica (Linnaeus, 1758)
- Plica umbra (Linnaeus, 1758)

Раніше включено до Plica plica:
- Plica caribeana Murphy & Jowers, 2013
- Plica kathleenae Murphy & Jowers, 2013
- Plica medemi Murphy & Jowers, 2013
- Plica rayi Murphy & Jowers, 2013